# Trang son

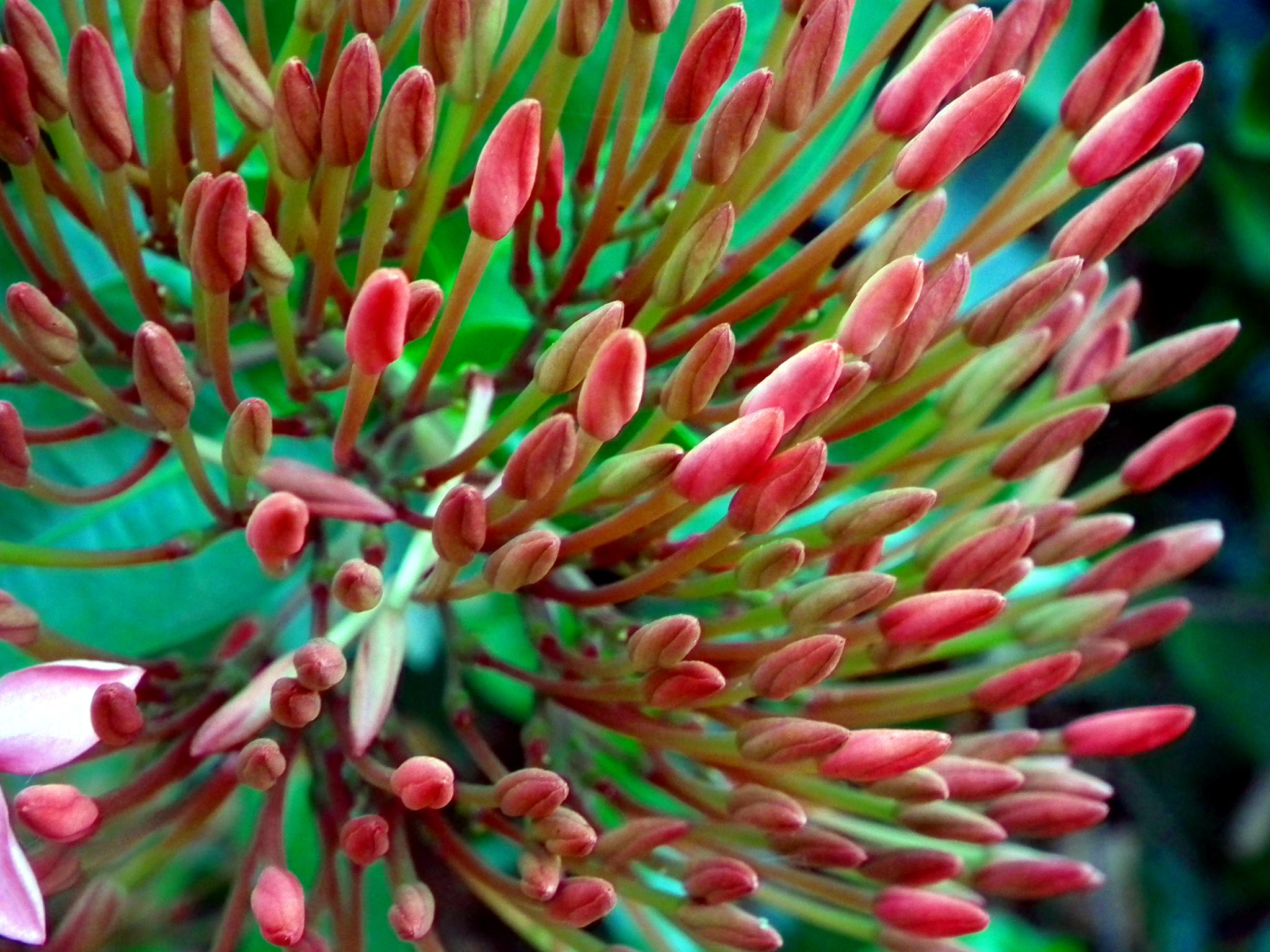
Mẫu đơn đỏ lá dày trổ hoa

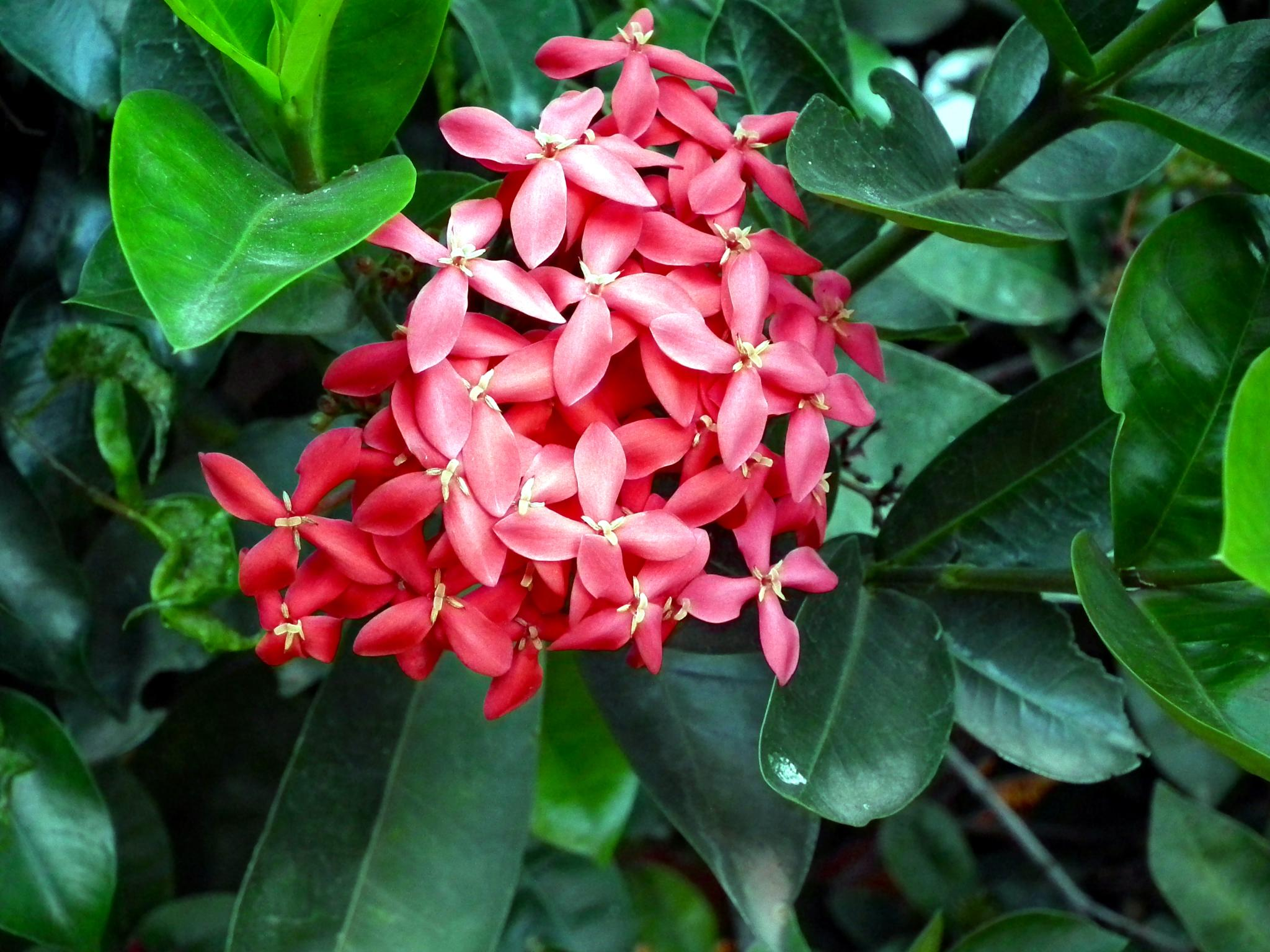
Hoa Mẫu đơn đỏ lá dày

Trang son hoặc mẫu đơn đỏ, đơn đỏ, trang đỏ, long thuyền hoa, nam mẫu đơn; tên khoa học là Ixora coccinea, thuộc họ Thiến thảo (Rubiaceae).

## Mô tả
Cây nhỏ, thân cành nhẵn, cao 0, 6 - 2 m. Lá mọc đối, gần như không cuống, phiến lá láng, hình bầu dục, hai đầu nhọn, dài 5 - 10 cm, rộng 3 – 5 cm. Hoa nhỏ, dài, màu đỏ, vàng, trắng. Mọc thành chùm xim ở đầu cành. Quả màu đỏ tím, cao 5 - 6 mm, rộng 6 – 7 mm. Mỗi ô có một hạt, cao 4 – 5 mm, rộng 3 – 4 mm, phía lưng phồng lên, còn phía bụng thì hõm vào.

## Công dụng
Cây được trồng làm cây cảnh hoặc làm thuốc. Rể đơn đỏ được nhân dân dùng làm thuốc lợi tiểu, dùng trong trường hợp đái đục. Ngoài ra, còn dùng chữa cảm sốt, đau nhức và chữa lỵ. Hoa cũng được dùng để chữa lỵ. Dùng làm thuốc thì cây hoa trắng hoặc vàng hay đỏ, có tác dụng ngang nhau .

## Thông tin thêm
Theo màu sắc khác nhau, ở Việt Nam có một số loài đơn/trang như sau:
- Trang đỏ gồm các loài:
  - Ixora chinensis Lam. - Trang đỏ
  - Ixora coccinea L. - Trang son, đơn đỏ, mẫu đơn
    - Ixora coccinea var. compata Pierre ex Pit. - Trang lùn, Trang Thái, Trang lá nhỏ

  - Ixora duffii T. Moore - Trang đỏ
  - Ixora rosea Wall. - Trang hường
- Trang vàng gồm các loài:
  - Ixora chinensis Lam.var. lutea - Trang vàng
  - Ixora coccinea var. caudata Pierre ex Pit. - Trang cam
  - Ixora stricta Roxb. - Trang vàng
- Trang trắng gồm các loài:
  - Ixora finlaysoniana Wall. - Trang trắng, Trang thơm
  - Ixora nigricans R. Br. & W. & Arn. - Trang đen, Trang trở đen.[2]

## Chú thích

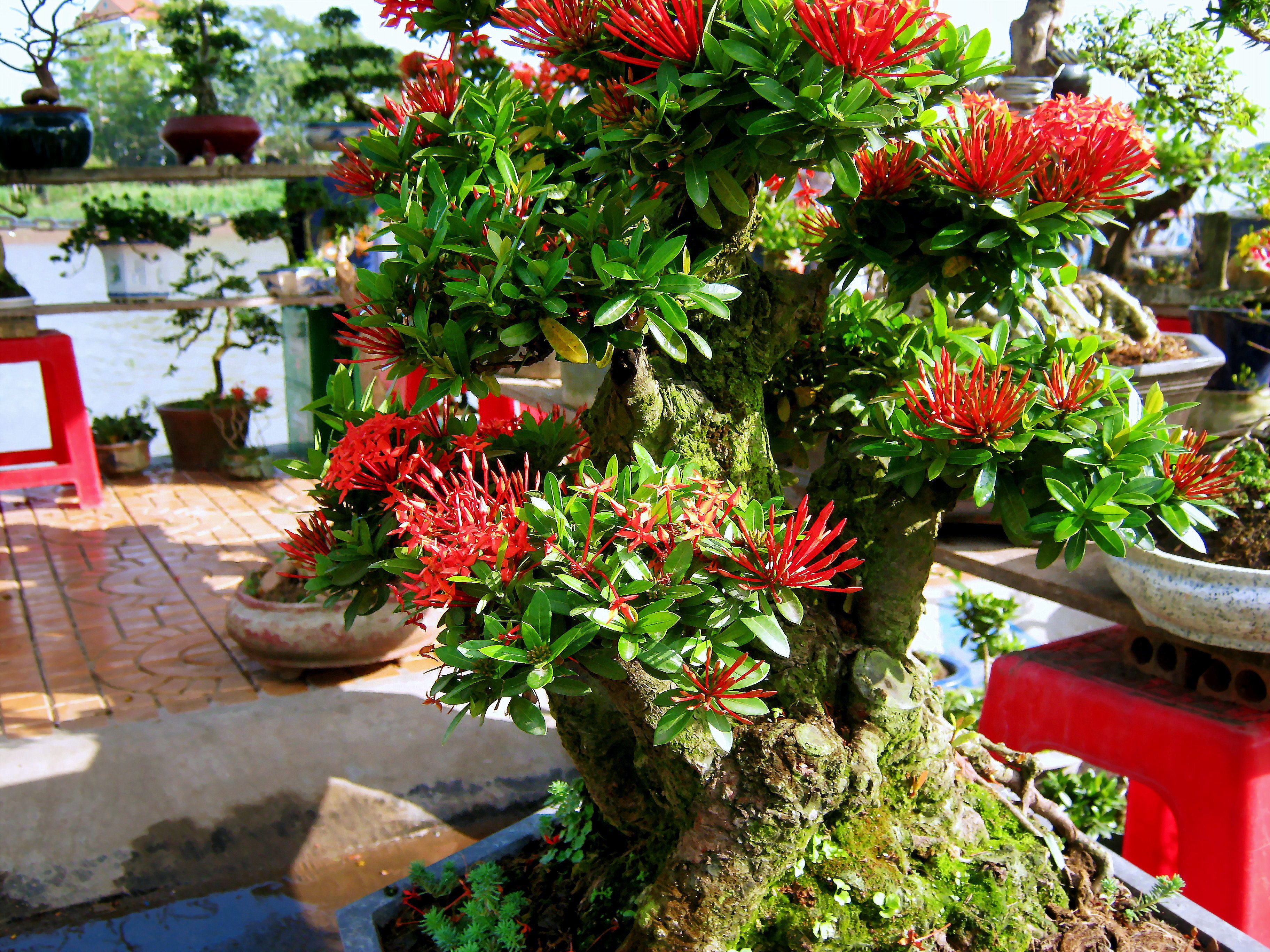
Một cây mẫu đơn đỏ cổ thụ ở Việt Nam